# Innocent Eyes (Graham Nash)
| Recensione              | Giudizio |
| ----------------------- | -------- |
| AllMusic                | [ 1 ]    |
| Ondarock                | [ 2 ]    |
| Dizionario del Pop-Rock | [ 3 ]    |

Innocent Eyes è un album discografico di Graham Nash, pubblicato dalla casa discografica Atlantic Records nel marzo del 1986.

## Tracce
Lato A
1. See You in Prague – 3:44 (Davitt Siegerson, Richie Zito)
2. Keep Away from Me – 3:34 (Graham Nash)
3. Innocent Eyes – 3:10 (Paul Bliss)
4. Chippin' Away – 3:55 (Tom Fedoro)
5. Over the Wall – 3:27 (Graham Nash)

Lato B
1. Don't Listen to the Rumours – 3:05 (John Palermo)
2. Sad Eyes – 3:22 (Graham Nash)
3. Newday – 3:19 (Craig Doerge, Graham Nash)
4. Glass and Steel – 3:17 (Graham Nash)
5. I Got a Rock – 3:17 (Graham Nash)

## Formazione
- Graham Nash - voce, tastiera, chitarra
- Michael Landau - chitarra
- Craig Doerge - tastiera
- Bill Boydston - tastiera, programmazione
- Mark Williams - batteria
- Mike Fisher - percussioni
- Tim Drummond - basso
- Craig Doerge - tastiera
- Paul Bliss - basso, programmazione, tastiera
- Ian Wallace - batteria
- Waddy Wachtel - chitarra
- George Perry - basso
- Alan Pasqua - tastiera
- Joe Lala - percussioni
- Jeff Southworth - chitarra
- David Lindley - chitarra
- David Plantshon - batteria
- Kate Yester, James Taylor, Kenny Loggins - cori

Note aggiuntive
- Graham Nash, Craig Doerge e Stanley Johnston - produttori
- Registrazioni effettuate al: Rudy Records, Devonshire Studios e Smoke Tree Studios (Los Angeles, CA); Sea-West Studios (Oahu, Hawaii); Longview Farms (Worcester, Massachusetts)
- Stanley Johnston e Jay Parti - ingegneri delle registrazioni
- Mixato da Greg Ladanyi al The Complex di Los Angeles, California
- LP masterizzato al The Mastering Lab da Doug Sax e Mike Reese
- CD masterizzato al Atlantic Studios da Barry Diament
- Reed Fenton - fotografia
- Illustrazione computer da Digital Art di Los Angeles
- Jimmy Wachtel e Dawn Patrol - grafica e design album[6]

## Classifica
Album
| Anno | Classifica    | Posizione raggiunta |
| ---- | ------------- | ------------------- |
| 1986 | Billboard 200 | 136                 |